# Jazzaldia
El Festival de Jazz de San Sebastián (en euskera, Donostiako Jazzaldia), más conocido como Jazzaldia, es un festival de jazz que se celebra anualmente la tercera semana de julio en la ciudad vasca de San Sebastián. Fundado en 1966, es el Festival de Jazz más antiguo de España y uno de los más antiguos de Europa.
El Jazzaldia organiza en torno a cien conciertos, gratuitos y de pago, en una docena de escenarios de San Sebastián, tanto cubiertos como al aire libre. Especialmente multitudinarios son los conciertos que se celebran en la playa de Zurriola y las terrazas del Kursaal. En la edición de 2024, la asistencia total fue estimada en 185 000 personas.

## Historia
El Festival de Jazz de San Sebastián (Jazzaldia) es el más antiguo de España y uno de los más antiguos de Europa. Se celebra ininterrumpidamente desde 1966. 
La historia del Festival de Jazz de San Sebastián es paralela a la del jazz contemporáneo. Todas las grandes figuras han pasado por este festival. Se pueden destacar nombres históricos como Charles Mingus, Ella Fitzgerald, Oscar Peterson, Dizzy Gillespie, Miles Davis, Dexter Gordon, Art Blakey, Ray Charles, Sarah Vaughan, Stan Getz, Don Cherry, Ornette Coleman, Gerry Mulligan, Weather Report, Hank Jones, Sonny Rollins, McCoy Tyner, Wynton Marsalis, B.B. King, Diana Krall, Van Morrison, Liza Minnelli, Pat Metheny, Herbie Hancock, Chick Corea, Keith Jarrett y John Zorn, entre otros muchos.
El primer Festival de Jazz de San Sebastián se celebró los días 10 y 11 de septiembre de 1966. Al año siguiente cambió al mes de julio, en el que se mantiene desde entonces. Nació con un Concurso Internacional de grupos aficionados que fue su seña de identidad durante muchas ediciones, y con una sola actuación profesional: el guitarrista Mickey Baker.

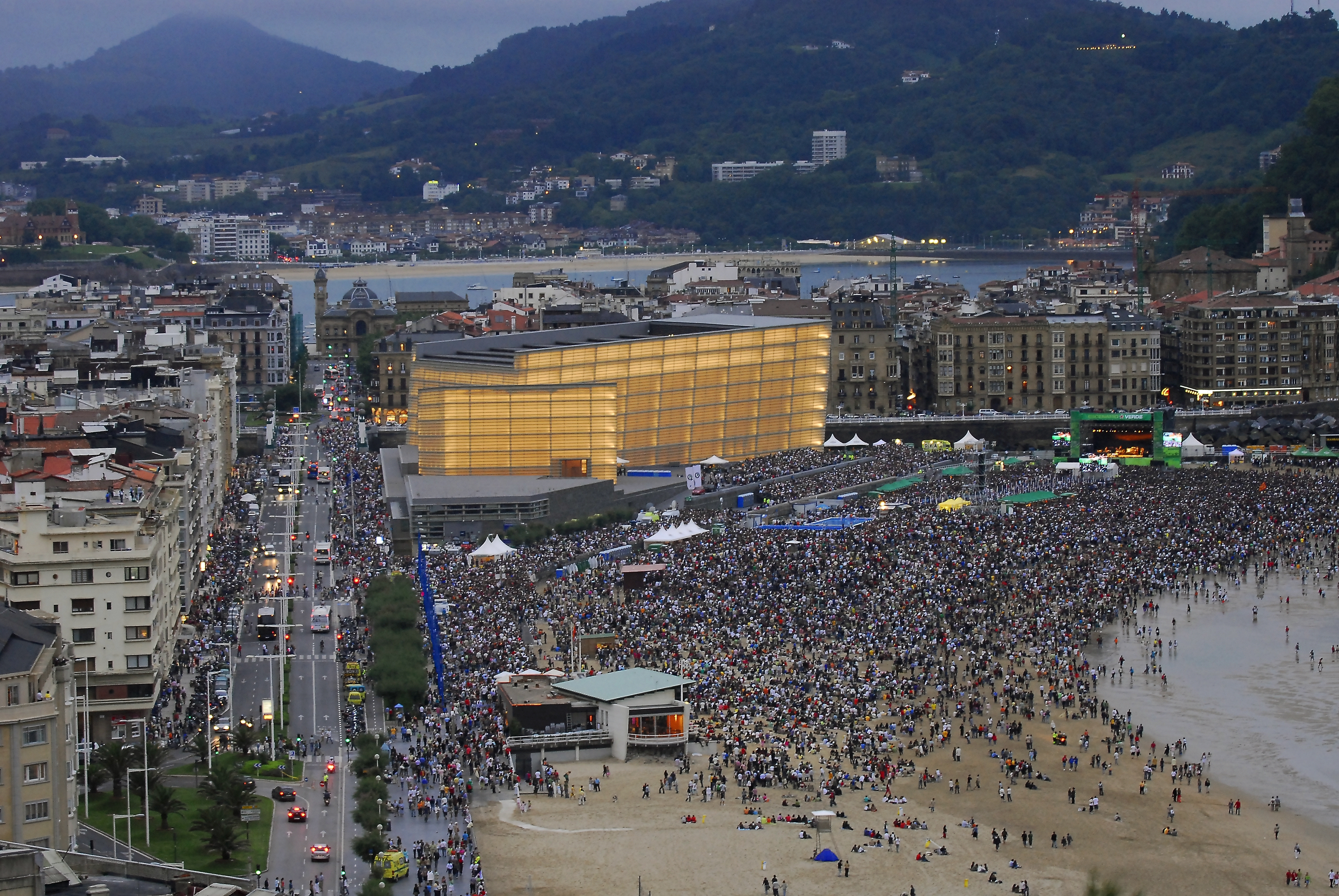
El escenario en la Playa de Zurriola.

A la hora de buscar el emplazamiento del Festival, los organizadores escogieron acertadamente la Plaza de la Trinidad, construida en 1963 para conmemorar el centenario del derribo de las murallas de la ciudad, según un proyecto del arquitecto Peña Ganchegui. La plaza está en el corazón de la Parte Vieja y tiene un aire especial por su situación entre un edificio renacentista (San Telmo), la Basílica de Santa María, del siglo XVIII, las laderas del monte Urgull y las pintorescas viviendas del casco antiguo donostiarra.
La Plaza de la Trinidad ha encarnado a lo largo de los años la esencia del Jazzaldia. Los músicos alaban unánimemente el recinto y el público está muy próximo al escenario. Cuando, a mediados de los años 70, empezaron a llegar los grandes nombres, hubo que pensar en aforos más grandes y el Festival se trasladó sucesivamente al Polideportivo y al Velódromo, para volver a su sede original desde comienzos de los 90.
Durante las primeras ediciones, la programación se decantó hacia el jazz mainstream y tradicional y el blues, con figuras como Milt Buckner, Jo Jones, Cab Calloway, John Lee Hooker o Muddy Waters. 
Poco después, el Festival se actualizó en términos estilísticos, sobre todo tras las dos memorables actuaciones de Charles Mingus (1974 y 1977).
El Festival de Jazz de San Sebastián fue una referencia cultural de primer orden en toda España durante los años 80 y 90. Algunos conciertos en el Velódromo de Anoeta, como el de Chick Corea en 1981, atrajeron a 15.000 espectadores. Después, el paso de los años hizo disminuir el nivel de asistencia; lo cual resultaba lógico teniendo en cuenta la proliferación de festivales y manifestaciones musicales que tuvo lugar en España.
En 1992, la organización del Festival tomó la decisión de abandonar el Velódromo y retornar al origen del certamen, la Plaza de la Trinidad, y poco después comenzó la ampliación hacia otros escenarios, doce en la actualidad, extendiendo el jazz por toda la ciudad.
El modelo puesto en práctica entonces ha continuado hasta hoy, con un incremento constante en el número de espectadores y la apertura hacia un público más joven con los conciertos gratuitos que se ofrecen todas las noches en el entorno de la Playa de Zurriola.

## Escenarios
El Festival se extiende por toda la ciudad sacando partido a los magníficos escenarios naturales y arquitectónicos que ofrece San Sebastián. La oferta del Festival combina los conciertos de pago en los recintos cerrados con los gratuitos en la Playa de Zurriola y en las terrazas del Kursaal y del Club Náutico.
Plaza de la Trinidad
Esta recóndita plaza situada en plena Parte Vieja de San Sebastián es el alma de la historia del Festival. Por ella han pasado y siguen pasando todos los grandes nombres del jazz. Ubicada entre dos de los principales monumentos históricos de San Sebastián, la Basílica de Santa María y el Museo San Telmo, es un recinto incomparable que crea un ambiente especial tanto para los músicos como para los espectadores.
Auditorio Kursaal
Moderno Auditorio diseñado por el prestigioso arquitecto Rafael Moneo. Sus 1800 localidades disfrutan de una visibilidad y una acústica excelentes. Por eso, es el marco más adecuado para los recitales en solitario o en pequeños formatos, aunque el tamaño de su escenario permite también la programación de grandes orquestas y de agrupaciones corales.
Teatro Victoria Eugenia

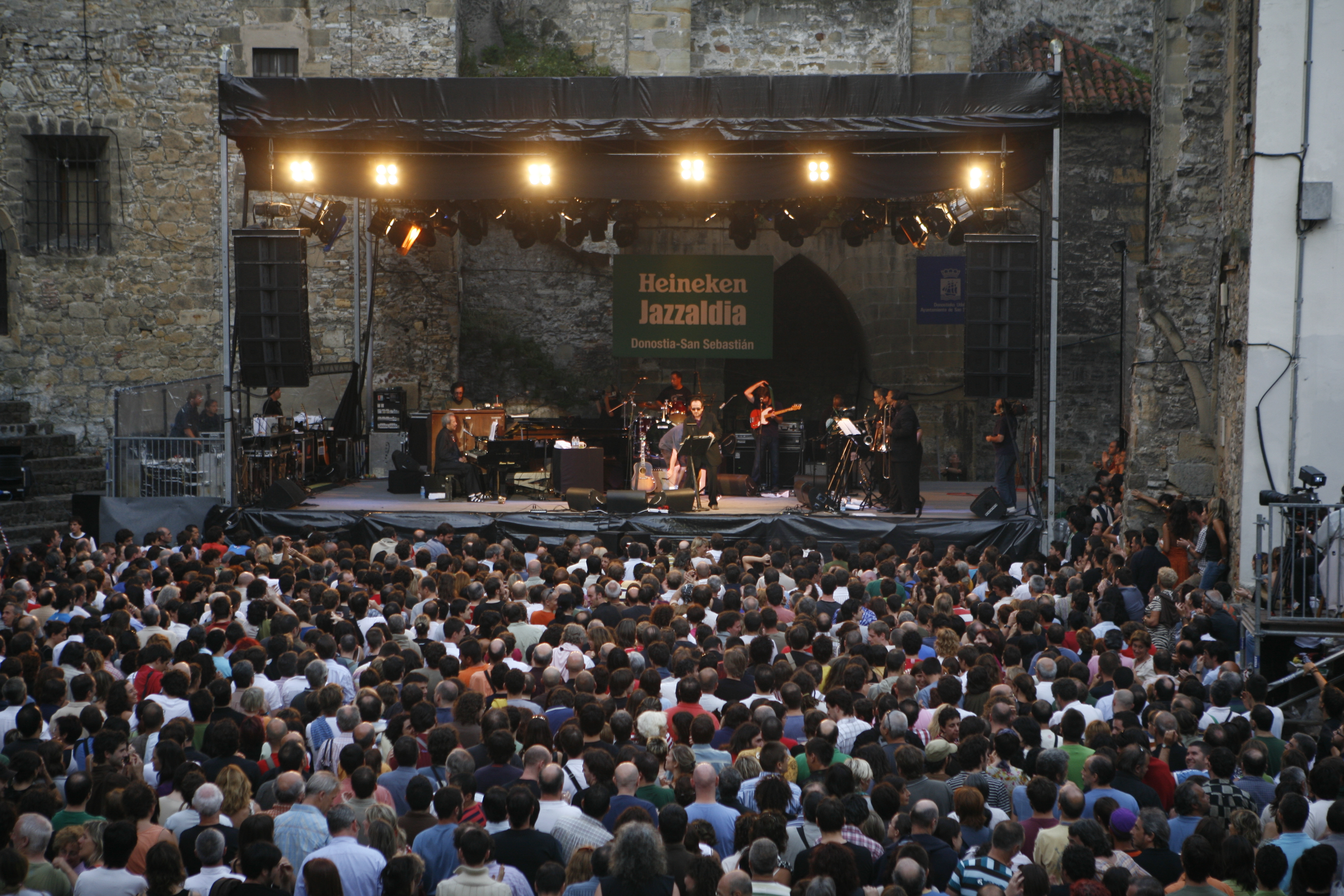
El escenario de la Plaza de la Trinidad.

Este magnífico teatro de estilo italiano cumplió un siglo en 2012. Fue objeto de una cuidadosa restauración entre 2001 y 2007, manteniendo su aspecto original al tiempo que mejoraba sus capacidades técnicas. Gracias a su aforo reducido, 888 localidades, es un espacio muy adecuado para establecer un ambiente de complicidad entre el artista y el público.
Club Victoria Eugenia
La reforma del Teatro Victoria Eugenia permitió la recuperación de este espacio, situado bajo el escenario principal. Sus condiciones de iluminación y de sonido, junto a su capacidad limitada, unos 150 espectadores, son idóneas para recrear el ambiente de los clubs de jazz.
Museo San Telmo
El Museo San Telmo es uno de los monumentos más antiguos de San Sebastián, data del siglo XVI, y fue reabierto en 2011 tras una restauración que le añadió un ala más moderna. La Iglesia es un recinto fascinante por su acústica y por los grandiosos frescos de José María Sert. El Claustro renacentista produce un ambiente mágico en los conciertos nocturnos.
Escenario playa Zurriola
Es el escenario más popular entre el público juvenil, sin limitaciones de aforo (toda la Playa de Zurriola) ni de estilos. Los conciertos son gratuitos y una multitud se reúne cada noche en la arena para escucharlos, con registros históricos como los de Bob Dylan (83.000 personas en 2006), Jamie Cullum (53.000 en 2019), Joan Baez (44.000 en 2019), B.B. King (41.000 en 2011), Simple Minds (40.000 en 2022), Patti Smith (20.000 en 2010) y Bobby McFerrin con el Orfeón Donostiarra (18.000 en 2008).
Terrazas del Kursaal

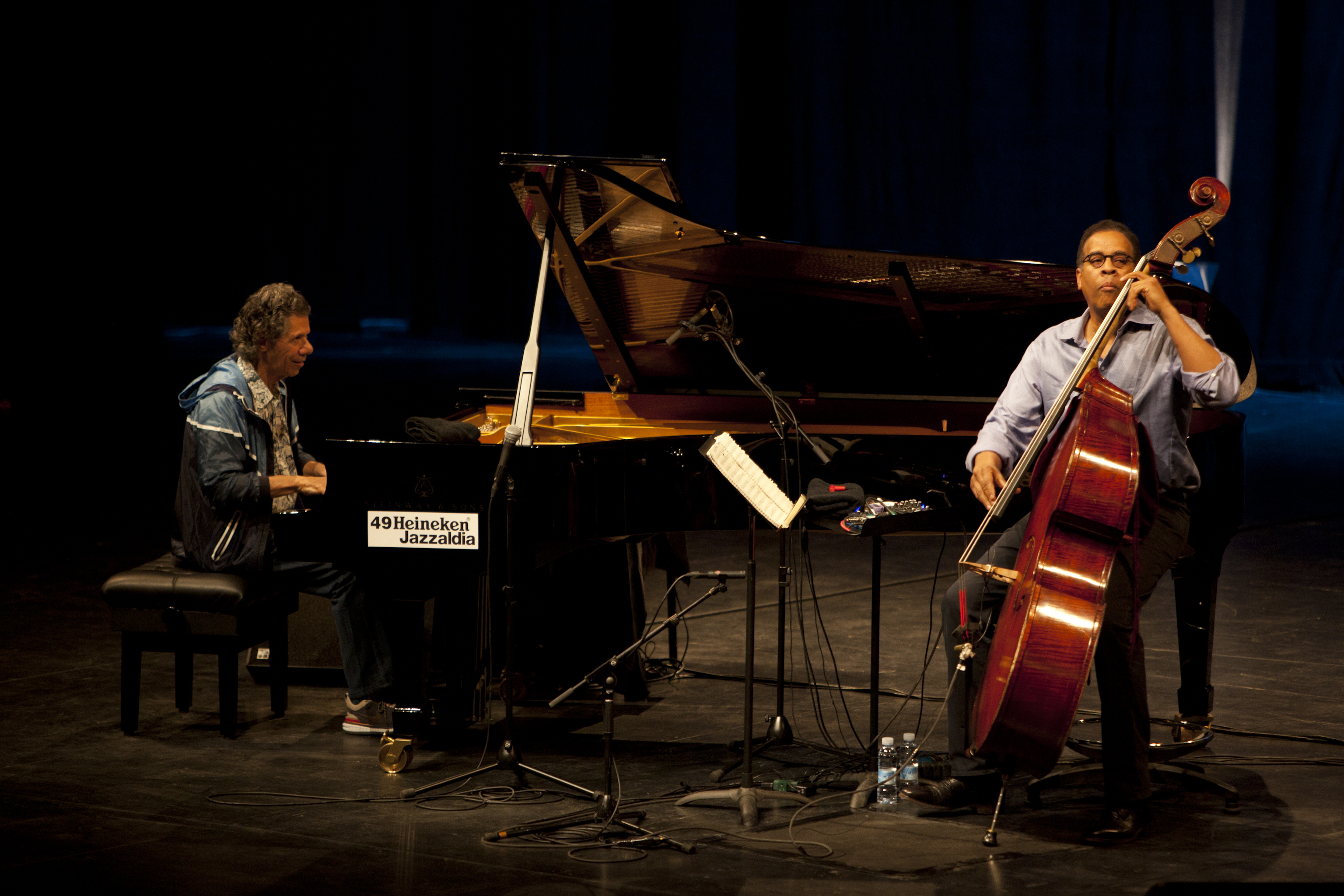
Chick Corea & Stanley Clarke en el Auditorio Kursaal (2014).

Son tres escenarios que se sitúan en las terrazas del Kursaal, frente al mar y al lado de la playa. Un público diverso disfruta de los conciertos gratuitos y al aire libre que se celebran en estos escenarios donde es frecuente ver actuaciones de artistas emergentes y grupos locales. 
Nauticool
Ubicado en uno de los lugares más pintorescos de San Sebastián: la terraza del Náutico, con toda la Bahía de la Concha y el Puerto a sus pies. Las puestas de sol son inolvidables. Un escenario inmejorable para ofrecer conciertos en formato reducido, potenciando una relación íntima entre los músicos y los espectadores. Entrada libre.

Otros escenarios también suelen ofrecer conciertos Kutxa Kultur, Tabakalera o Chillida Leku en los jardines exteriores y en espacios interiores como el caserío Zabalaga.

## Premio Donostiako Jazzaldia
Desde 1994, el Jazzaldia entrega el Premio Donostiako Jazzaldia a una figura relevante del jazz que actúa en el Festival. Es un reconocimiento a su contribución al enriquecimiento del jazz y a su influencia en generaciones posteriores de músicos. El galardón consiste en una placa que reproduce el escenario más emblemático del Festival, la Plaza de la Trinidad.
El Palmarés del premio constituye una lista impresionante de algunos de los principales talentos del jazz.
- 1994: Doc Cheatham
- 1995: Phil Woods
- 1996: Hank Jones
- 1997: Steve Lacy
- 1998: Chick Corea
- 1999: Max Roach y Clark Terry
- 2000: Kenny Barron
- 2001: Ray Brown
- 2002: Elvin Jones
- 2003: Bebo Valdés
- 2004: Shirley Horn y Fernando Trueba
- 2005: Keith Jarrett y Charles Mingus (in memoriam)
- 2006: Herbie Hancock
- 2007: Wayne Shorter
- 2008: Ahmad Jamal
- 2009: Roy Haynes
- 2010: Ron Carter
- 2011: Toots Thielemans
- 2012: Jimmy Cobb y Pierre Lafont (in memoriam)[7]
- 2013: Lee Konitz y Juan Claudio Cifuentes
- 2014: Toshiko Akiyoshi
- 2015: Benny Golson
- 2016: Ellis Marsalis
- 2017: Charles Lloyd
- 2018: Mary Stallings y Michel Portal
- 2019: John Zorn
- 2020: Jorge Pardo, Chano Domínguez e Iñaki Salvador
- 2021: Chucho Valdés y La Locomotora Negra
- 2022: Amina Claudine Myers y Mulatu Astatke
- 2023: Abdullah Ibrahim, Enrico Rava y Yosuke Yamashita
- 2024: William Parker